# Мілітарі

Камуфляжне забарвлення тканини стилю мілітарі

Мі́літарі (італ. Mílitary – військовий) — стиль одягу, головною особливістю якого є використання деталей та елементів військової амуніції.

## Історія виникнення
Одяг у стилі мілітарі з'явилася після Першої світової війни. Після закінчення війни в країнах, що брали у ній участь, були зруйновані більшість заводів та фабрик, але підприємства, що забезпечують потреби військових, ефективно працювали. Не була винятком і текстильна промисловість, що виробляє військове обмундирування, якій довелося тепер випускати військовий одяг вже для мирного населення. По закінченню Другої світової війни виникали ті ж проблеми: відсутність умов та нестача матеріалу для пошиву цивільного одягу. Тому, люди використовували одяг мілітарі у повсякденному житті, який був зручний та недорогий. З часом виробництво цивільного одягу налагодилося, з'явилися нові напрямки і образи в моді, але стиль мілітарі вже міцно закріпився в побуті людей.

## Одяг стилю мілітарі у світі моди
Стиль мілітарі потрапив на подіуми та набув популярності в 60-ті роки ХХ століття. Тоді модельєри у своїх образах почали активно використовувати елементи військового одягу: велика кількість накладних кишень, широкі плечі, коміри-стійки, ряди з дрібними ґудзиками, шкіряні ремені з великими пряжками. На новий лад перероблялися мундири, шинелі, штани-галіфе, кашкети та інший одяг. Камуфляж став способом протесту проти військової політики. Люди навмисне одягали зістарену військову форму, в дірках та латках, яка була суцільно розмальована символами миру. Їхньою метою було перетворення військового одягу на цивільний, щоб він демонстративно позбувся свого звичайного призначення.
У 80 -х роках стиль мілітарі в одязі отримав ще більшого поширення і саме в ці роки він сформувався у звичному для нас розумінні . Моделі шилися за подобою уніформи вищого військового керівництва, кольори використовувалися хакі, сіро-зелений, зелено-коричневий. Стиль мілітарі регулярно з'являвся в колекціях Dior, Vuitton, Celine, Miu Miu, Miguel Adrover. В основі дизайну лежить тканина, яка не просто імітує камуфляж, а та, з якої шили уніформи у воєнний час. Даний напрямок отримав назву high-мілітарі . В жіночому одязі стиль мілітарі з'явився пізніше і значно змінився. Жіночий костюм міг прикрашатися комірцем-стійкою, важким ременем, орденом. З'явилися сукні із м'якого шовку кольору хакі.
Ще одна течія в стилі мілітарі — це, так званий, камуфляжний стиль або ж формалістичне мілітарі. Основна ідея — це застосування військової тканини і забарвлень у звичних предметах гардероба та аксесуарах. Появі даного напрямку сприяла мода 80-х років, в цей час дизайнери вирішили надати одягу, взуттю і навіть меблям військового забарвлення.